# Коко Вандевеј
Колин „Коко“ Вандевеј (енгл. Colleen „CoCo“ Vandeweghe; IPA: ; 6. децембар 1991, Њујорк, САД) америчка је тенисерка. Јуниорска је победница Отвореног првенства САД 2008. године. Освојила је 2 WTA и 2 ITF турнира а најзапаженији резултат на гренд слем турнирима јој је полуфинале Отвореног првенства Аустралије и Отвореног првенства САД 2017. године. 

## Финала WTA турнира

### Појединачно: 2 (2 титуле, 1 финале)
| Победница— Легенда                           |
| -------------------------------------------- |
| Гренд слем турнири (0–0)                     |
| WTA првенства (0–0)                          |
| Tier I / Premier Mandatory & Premier 5 (0–0) |
| Tier II / Premier (0–1)                      |
| Tier III, IV & V / International (2–0)       |

| Подлога     |
| ----------- |
| Бетон (0–1) |
| Трава (1–0) |
| Шљака (0–0) |
| Тепих (0–0) |

| Исход        | Титула | Датум         | Такмичење                                              | Подлога | Противница у финалу | Резултат у финалу |
| ------------ | ------ | ------------- | ------------------------------------------------------ | ------- | ------------------- | ----------------- |
| Финалисткиња | 1.     | 15. јул 2012. | Отворено првенство Станфорда, Станфорд, САД            | Бетон   | Серена Вилијамс     | 5:7, 3:6          |
| Победница    | 1.     | 21. јун 2014. | Отворено првенство Схертогенбосха, Росмален, Холандија | Трава   | Џенг Ђе             | 6:2, 6:4          |
| Победница    | 2.     | 12. јун 2016. | Отворено првенство Схертогенбосха, Росмален, Холандија | Трава   | Кристина Младеновић | 7:5, 7:5          |

## Резултати на гренд слем турнирима
| Турнир                        | 2008. | 2009. | 2010. | 2011. | 2012. | 2013. | 2014. | 2015. | 2016. | Поб-пор |
| ----------------------------- | ----- | ----- | ----- | ----- | ----- | ----- | ----- | ----- | ----- | ------- |
| Отворено првенство Аустралије | НУ    | НУ    | 1К    | 1К    | НК    | 1К    | НК    | 3К    | 1К    | 2:5     |
| Ролан Гарос                   | НУ    | НУ    | НУ    | 1К    | НК    | 1К    | 2К    | 1К    | 2К    | 2:5     |
| Вимблдон                      | НУ    | НУ    | НУ    | 1К    | 1К    | 1К    | 2К    | ЧФ    |       | 5:5     |
| Ју-Ес опен                    | 1К    | НК    | 1К    | 2К    | 1К    | 2К    | 2К    | 2К    |       | 4:6     |
| Победе–Порази                 | 0:1   | 0:0   | 0:2   | 1:4   | 0:2   | 1:4   | 3:3   | 7:4   | 1:2   | 13:22   |